# Анаткасы (Кадикасинское сельское поселение)
Анаткасы́ (чув. Анаткасси) — деревня в Моргаушском районе Чувашской Республики. Входит в состав Кадикасинского сельского поселения.

## География
Находится в северо-западной части Чувашии, на расстоянии приблизительно 14 км на север-северо-восток по прямой от районного центра села Моргауши.

## История
Деревня стала самостоятельным населённым пунктом в 1927 году при отделении от деревни Шатракасы. В 1979 году учтено было 138 жителей. В 2002 году было 38 дворов, в 2010 — 42 домохозяйства. В 1930 году был образован колхоз «Вошнар», в 2010 действовало ОАО "Птицефабрика «Моргаушская».

## Население
Постоянное население составляло 88 человек (чуваши 100 %) в 2002 году, 73 — в 2010.